# Glaciologija
Glaciologija je znanost o ledenjacima ili općenitije znanost o ledu i prirodnim pojavama vezanima uz led. Riječ ledenjak, tj. glečer dolazi iz latinskog glacies što označava led ili mraz.
Glaciologija je interdisciplinarna geo znanost koja povezuje geologiju, klimatologiju, meteorologiju, hidrologiju, biologiju i ekologiju. Disciplina također oblikuje dio fizičke geografije. Prisutnost leda na Marsu i Europi pridonosi ekstraterestričku komponentu njenom području.

## Pregled
Područja proučavanja unutar glaciologije uključuju glacijalnu povijest i rekonstrukciju prošlih uzoraka glacijacije, učinke ledenjaka na klimu i obratno, dinamiku kretanja leda, doprinose ledenjaka eroziji i geomorfologiji, životne oblike koji žive u ledu i tako dalje.
Glaciologija je očekivano jedno od ključnih područja podržanih polarnim istraživanjima.

## Uvod
Ledenjak(eng.glacier) nastaje dugogodišnjim nakupljanjem i metamorfozom snijega, pod uvjetom da ablacija (isparavanje i topljenje snijega i leda) nije veća od akumulacije. Prvi snijeg ima malu gustoću. Daljnjom akumulacijom snijega, novi snijeg djeluje s većim tlakom na stariji snijeg, povećavajući mu gustoću i obujam. Pahulje donjeg snijega se pod utjecajem tlaka tope i penju u gornji sloj gdje se oko kristalnih pahulja lede i postaju firn - kuglasta zrna. Mijenjanjem godišnjih doba, firn se tali i opet ledi u veća zrna i tako povećava gustoću i smanjuje obujam. Stvaranjem firna i akumulacijom i metamorfozom novog snijega, gustoća se povećava, a zrnati snijeg se pretvara u glacijalni led. Kada se donji dio ledenjaka počinje ponašati plastično (kada je debljina oko 100 metara), to nazivom nastankom aktivnog ledenjaka.
Gledajući cijeli ledenjak, jako je važno znati gdje je crdta ravnoteže. Crta ravnoteže dijeli ledenjak na gornji dio i donji dio. Gornji dio ledenjaka ima veću akumulaciju snijega, donji dio ima veću ablaciju (topljenje) snijega.

## Kretanje
Gledajući na vanjske uvjete, brzina kretanja ledenjaka ovisi o :
-debljini leda, povećavanjem debljine povećava se brzina
-nagibu padine, povećavanjem nagiba povećava se brzina
-veličini doline, što je manja dolina to je veća brzina
-obliku doline, što je dolina ravnija, to je veća brzina
-temperature, povećavanjem temperature povećava se brzina
-udaljenosti od mjesta gdje je nastao, što je bliže to je brzina veća
-hrapavosti, čim manja hrapavost, veća je brzina
-litološkom sastavu podloge, što je litologija manje otporna, to je brzina veća.
Gledajući na profil ledenjaka, brzina je najveća u gornjem središnjem dijelu ledenjaka radi najmanjeg trenja doline.
Budući da se ledenjak ne ponaša kao tekuća voda, nego plastično, radi hrapavosti podloge ili cijele doline te radi raznih udubljenja ili izbočenja preko kojih ledenjak prelazi, nastaju pukotine (eng. crevasse). One mogu nastati na rubu ledenjaka - rubne pukotine, na sredini ledenjaka - poprečne i na kraju ledenjaka - uzdužne. Rubne pukotine nastaju zbog trenja ledenjaka u rub doline. Poprečne pukotine nastaju radi prelaska ledenjaka preko hrapave i vijugave doline. Uzdužne nastaju na kraju(čelu) ledenjaka zbog brzog širenja ledenjaka pri izlasku iz doline.

## Tipovi
Postoje dvije opće kategorije glacijacije koje glaciolozi razlikuju: alpska glacijacija, akumulacije ili "rijeke leda" ograničene dolinama; i kontinentska glacijacija, neograničene akumulacije koje su nekoć pokrivale većinu sjevernih kontinenata.
- Alpski - led se kreće niz doline planinskih područja i oblikuje pregaču pokretnog leda na ravnima ispod sebe. Alpski ledenjaci teže stvaranju neravne topografije.
- Kontinentski - ledena navlaka koja se pronalazi samo na višim geografskim širinama (Grenland/Antarktika), široka tisuće kvadratnih kilometara i debela tisuće metara. Ledene navlake teže izglađivanju krajobraza.

## Zone ledenjaka
- Akumulacija
- Rasipavanje

## Pokreti
Ablacijarasipavanje kroz isparavanje i topljenje
Bergshrundpukotina oblikovana na čelu ledenjaka gdje se odlomljuje od planinske površine.
Fraktura (debljine 30-60m)slabo lomljenje stvara pukotine zahvaljujući središnjem dijelu ledenjaka koji se kreće brže od strana/poda.
Tokplastičan zahvaljujući golemom tlaku.
Otkidanje/Lomljenjepokretni ledenjak uzima velike blokove stijena i prenosi ih ponekad čak i do dva kilometra.
Cirkovikružno oblikovana depresija gdje se ledenjak započeo otapati i na kraju se otopio.
Tarnjezero koje se oblikuje na dnu cirka.
Rogšiljak stijene oblikovan prednjom erozijom prstena cirkova uokolo jedne planine
Arětebroj cirkova izglodanih sa suprotnih strana u hrbat (postaje nazupčen)

## Glacijalne naslage

### Slojevite
Isprani pijesak/šljunakna prednjoj strani ledenjaka, pronalazi se na ravnima
Kotaogromada stagnirajućeg leda ostavlja depresiju ili jamu
Eskerihrptovi šljunka/pijeska strmih strana vjerojatno uzrokovanih tokovima koji se kreću ispod stagnirajućeg leda
Kamovislojevit nanos gradi brežuljke blagih padina
Varfovitanka sedimentna podloga (grubo isprekidana), ljeto nanosi više materijala dok zima manje.

### Neslojevite
Glina-nerazvrstana(ledenjački pod od oblutaka) nanesen povlačećim/napredujućim ledenjacima, oblikujući morene i drumline
Morene(Čeone ili terminalne) materijal nanesen na kraju; (Podinske ili temeljne) materijal nanesen dok se ledenjak otapa; (Bočne ili lateralne) materijal nanesen uzduž strana.
Drumliniglatki izduženi brežuljci sastavljeni od gline.

## Više informacija
- Popis ledenjaka

## Vanjske poveznice
- Međunarodno glaciološko društvo
- Svjetsko središte podataka za glaciologiju, Cambridge, UK
- Nacionalno središte podatka za snijeg i led, Boulder, Colorado
- Središte za glaciologiju, Sveučilište u Walesu
- Grupa glaciologije, Sveučilište u Kopenhagenu
- Institut niskotemperaturne znanosti, Sapporo
- Nacionalni institut za polarna istraživanja, Tokyo